# Dan Berglund sjunger Rudolf Nilsen
Dan Berglund sjunger Rudolf Nilsen är den sverigefinlandssvenske vissångaren Dan Berglunds andra studioalbum utgiven av Proletärkultur 1977.
På skivan framför Berglund tonsatta dikter av den norske poeten Rudolf Nilsen. Några var Berglunds egna kompositioner, medan andra var tidigare tonsatta. Samtliga texter var översatta till svenska av Carl Otto Evers.
Albumet nådde 27:e plats på den svenska albumlistan. Det stannade totalt två veckor på listan.

## Låtlista
Där inte annat anges är musiken skriven av Dan Berglund, texten av Rudolf Nilsen och den svenska översättningen av Carl Otto Evers.
A
1. "Nr. 13" - 7:05
2. "Fädernelandet" - 2:31
3. "Att fira en sommardag" - 3:19
4. "Ur ättens sång" - 3:57 (musik: Jon Arne Corell)
5. "Åter till livet" - 3:16

B
1. "Storstadsnatt" - 4:20 (musik: Lars Klevstrand)
2. "På stengrund" - 2:27 (musik: Jon Arne Corell)
3. "S:t Pauli Hamburg" - 2:43
4. "Påsk" - 1:20 (musik: Stefan Forssén)
5. "För länge sedan" - 5:36
6. "Revolutionens röst" - 2:27 (musik: Toril Brekke)

## Medverkande
- Dan Berglund – sång, gitarr
- Mary Berglund – sång
- Jan-Olof Corneliusson – flöjt, klarinett,
- Kerstin Elmqvist – cello
- Stefan Forssén – piano, dragspel, arr
- Mikael Godee – sopransax, tenorsax
- Kjell Jansson – bas
- Björn Jonsson – fiol
- Thorbjörn Olsson – gitarr
- Gunnar Pettersson – trummor

## Listplaceringar
| Lista (1978) | Topplacering |
| ------------ | ------------ |
| Sverige      | 27           |

### Fotnoter
1. 1 2 3  ”Dan Berglund”. Svensk mediedatabas. Arkiverad från originalet den 10 juni 2015. https://web.archive.org/web/20150610131553/http://smdb.kb.se/catalog/search?q=dan+berglund&sort=OLDEST. Läst 25 januari 2013.
2. 1 2  Listplacering